# El Fardou Ben Nabouhane
El Fardou Ben Nabouhane (ur. 10 czerwca 1989 w Passamainty, Majotta) – komoryjski piłkarz występujący na pozycji napastnika w serbskim klubie FK Crvena zvezda oraz reprezentacji Komorów. Zdobywca pierwszej bramki dla Komorów w historii Pucharu Narodów Afryki.

## Kariera klubowa
Urodzony na Majotcie piłkarz pierwsze piłkarskie kroki stawiał w klubie z Reunionu – JS Saint-Pierroise. W 2006 roku trafił do Francji, gdzie reprezentował barwy klubu Le Havre AC. 3 marca 2008 roku zaliczył debiut w rozgrywkach Ligue 2. Le Havre awansowało do Ligue 1, a Ben nie występował zbyt często i w 2010 roku został oddany do Vannes. W nowym klubie występował przez trzy sezony po czym przeszedł do zespołu greckiej Superleague Ellada – PAE Weria.
W Werii w pierwszym sezonie zdobył 15 bramek, co dało mu drugie miejsce w klasyfikacji najlepszych strzelców ligi. W drugim sezonie Ben również prezentował się na tyle dobrze, że wzbudził zainteresowanie wielokrotnego mistrza Grecji – Olympiakosu. W lipcu 2015 roku po wygaśnięciu kontraktu w Werii podpisał umowę z Olympiakosem. Wcześniej jednak w maju 2015 roku doznał zerwania więzadeł krzyżowych w kolanie, w związku z czym do grudnia nie wystąpił w żadnym spotkaniu i zdecydowano się na wypożyczenie go do Lewadiakosu. Powrócił do klubu przed kolejnym sezonem, jednak zdecydowano się wypożyczyć go po raz kolejny tym razem do Panioniosu. Zaliczył tam udany sezon w którym wystąpił aż w 34 meczach ligowych trafiając dziewięciokrotnie do bramki. W pierwszej połowie sezonu 2017/2018 znów był zawodnikiem Olympiakosu i zdobył dwie bramki w meczu kwalifikacji do Ligi Mistrzów UEFA przeciwko Partizanowi. W trakcie rundy jesiennej wystąpił łącznie w zaledwie 10 meczach i w grudniu 2017 roku został sprzedany do Crvenej zvezdy po tym jak odmówił podpisania nowej umowy z dotychczasowym klubem.

## Kariera reprezentacyjna
W reprezentacji Komorów Ben Nabouhane zadebiutował 5 marca 2014 roku w meczu przeciwko Burkina Faso. W 2016 roku zdobył jedyną bramkę w meczu przeciwko Botswanie w kwalifikacjach do Pucharu Narodów Afryki 2017, który był pierwszym zwycięstwem reprezentacji Komorów w meczu nietowarzyskim w historii. Został powołany na Puchar Narodów Afryki 2021. Tam zdobył pierwszą bramkę w wygranym 3:2 meczu z Ghaną. Przyczynił się do historycznego i sensacyjnego zwycięzca zapewniającego awans do 1/8 finału.